# Cheilosia morio
Cheilosia morio là một loài ruồi trong họ Ruồi giả ong (Syrphidae). Loài này được Zetterstedt mô tả khoa học đầu tiên năm 1838. Cheilosia morio phân bố ở vùng Cổ Bắc giới